# Електротермія
Електротермія (від електро… і грец. thérme — жар, тепло) — прикладна наука про процеси перетворення електричної енергії в теплову; галузь електротехніки, що здійснює проектування, виготовлення і експлуатацію електротермічних установок; галузь енергетики, що займається використанням електричної енергії для нагріву, плавки або опалювання в промисловості, на транспорті, в сільському господарстві, медицині, військовій справі і побуті; сукупність електротехнологічних процесів з використанням теплової дії електричної енергії в різних галузях техніки (у металургії — електрометалургія, в хімії — плазмохімія, в машинобудуванні — високочастотний нагрів, електротермообробка і т. д.).
У електротермії розрізняють такі види:
- дуговий нагрів;
- індукційний нагрів;
- діелектричний нагрів;
- електронний нагрів, нагріваючи по закону Джоуля—Ленца;
- нагрів в електроліті;
- нагрів випромінюванням оптичного квантового генератора (лазера).